# Oxalis cinerea
Oxalis cinerea är en harsyreväxtart som beskrevs av Zuccarini. Oxalis cinerea ingår i släktet oxalisar, och familjen harsyreväxter. Inga underarter finns listade i Catalogue of Life.